# Émile Verhaeren
Émile Adolphe Gustave Verhaeren (ur. 21 maja 1855 w Sint-Amands koło Antwerpii, zm. 27 listopada 1916 w Rouen) – poeta belgijski tworzący w języku francuskim.

## Życiorys
Urodził się w zamożnej rodzinie. W jego domu rodzinnym rozmawiano po francusku, w szkole używał dialektu brabanckiego, jednego z dialektów flamandzkich. Studiował prawo na katolickim uniwersytecie w Lowanium. 
Po studiach w salonie literackim Edmonda Picarda w Brukseli poznał pisarzy i artystów awangardy. Zrezygnował z zawodu prawnika i zajął się krytyką artystyczną i poezją. W roku 1883 opublikował zbiór wierszy zatytułowany Les flamandes poświęcony swoim stronom rodzinnym, który spotkał się z entuzjastycznym przyjęciem w kręgach awangardy, lecz stał się przyczyną skandalu w rodzinnej okolicy.
Następnie wydał dalsze zbiory poezji: Les moines, Les soirs, Les débâcles i Les flambeaux noirs. 
W roku 1891 ożenił się z malarką Marthe Massin i zamieszkał na stałe w Brukseli.
Po wydaniu kolejnych trzech zbiorów poezji miłosnej (Les heures claires, Les heures d'après-midi, Les heures du soir) zwrócił się ku tematyce społecznej w zbiorach Les campagnes hallucinées, Les villes tentaculaires, Les villages illusoires. Te wiersze przyniosły Émilowi Verhaerenowi sławę. Wszedł w krąg twórców awangardy, jak Georges Seurat, Paul Signac, Auguste Rodin, Edgar Degas, Henry van de Velde, Maurice Maeterlinck, Stéphane Mallarmé, André Gide, Rainer Maria Rilke i Stefan Zweig.
Po wybuchu I wojny światowej tworzył cykle wierszy pacyfistycznych La Belgique sanglante, Parmi les cendres i Les ailes rouges de la Guerre. Wiele podróżował, by dotrzeć ze swoimi wierszami do jak najliczniejszego grona słuchaczy. W trakcie jednej z podróży wsiadając do ruszającego pociągu poniósł śmierć w wypadku.